# Ambrosowicze

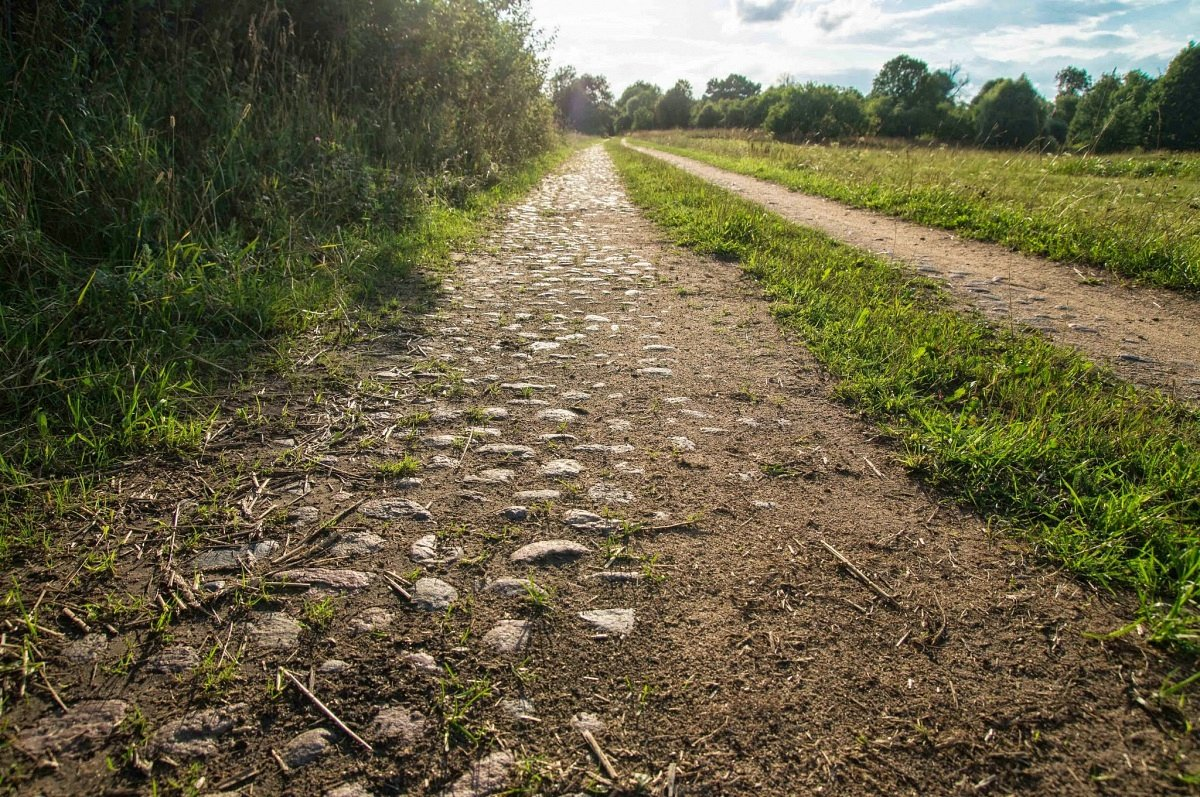
Brukowana droga na mizar

Ambrosowicze (biał. Амбросавічы; ros. Амбросовичи) – wieś na Białorusi, w obwodzie witebskim, w rejonie głębockim, w sielsowiecie Podświle.
Dawniej używane nazwy – Ambroszewicze, Ambrożewicze.

## Historia
W czasach zaborów w powiecie dzisieńskim, w guberni wileńskiej Imperium Rosyjskiego.
W latach 1921–1945 wieś a następnie kolonia leżała w Polsce, w województwie wileńskim, w powiecie dziśnieńskim, w gminie Głębokie, od 1929 roku w gminie Hołubicze.
Według Powszechnego Spisu Ludności z 1921 roku zamieszkiwały tu 44 osoby, 11 było wyznania rzymskokatolickiego, 15 prawosławnego a 18 mahometańskiego. Jednocześnie 11 mieszkańców  zadeklarowało polską przynależność narodową, 14 białoruską, 18 tatarską a 1 rosyjską. Było tu 5 budynków mieszkalnych. W 1931 w 7 domach zamieszkiwały 54 osoby.
Wierni należeli do parafii rzymskokatolickiej w Głębokiem i prawosławnej w Hołubiczach. Miejscowość podlegała pod Sąd Grodzki w Głębokiem i Okręgowy w Wilnie; właściwy urząd pocztowy mieścił się w m. Podświle.
W wyniku napaści ZSRR na Polskę we wrześniu 1939 miejscowość znalazła się pod okupacją sowiecką. 2 listopada została włączona do Białoruskiej SRR. Od czerwca 1941 roku pod okupacją niemiecką. W 1944 miejscowość została ponownie zajęta przez wojska sowieckie i włączona do Białoruskiej SRR.
Od 1991 w składzie niepodległej Białorusi.
W pobliżu wsi znajduje się zabytkowy mizar.